# Třetí konstantinopolský koncil
Třetí konstantinopolský koncil (7. listopadu 680 – 16. září 681) byl ekumenický koncil svolaný byzantským císařem Konstantinem IV. Pogonatem. Konal se v tzv. kopulovém sále císařského paláce. Koncil obnovil jednotu východní a západní církve odsouzením monotheletismu (Kristus má jen jednu vůli), ke kterému se smířlivě choval i papež Honorius I. (625–638), rozhodnutím, že Kristus má vůle dvě. Závěry koncilu (odsouzení hereze i heretiků včetně Honoria) potvrdil papež sv. Lev II. (681–683), který odmítl Honoriovo odsouzení za herezi, ale za nedbalost – nepotlačení hereze.
Koncilu se zúčastnilo 174 účastníků, a to přesto, že již dva historické patriarcháty (alexandrijský a jeruzalémský) padly do rukou Arabů.